# Goode-Hall House
Das Goode-Hall House oder auch allgemein Saunders Hall ist ein historisches Haus eines Plantagenbesitzers im Tal des Tennessee Rivers bei Town Creek, Alabama. Es wurde wegen seiner architektonischen Bedeutung am 1. Oktober 1974 dem National Register of Historic Places hinzugefügt.

## Geschichte
Das Haus wurde 1830 von dem aus Brunswick County, Virginia stammenden Turner Saunders erbaut, einem methodistischer Seelsorger und Pflanzer. Nachdem er dort mehr als ein Jahrzehnt gelebt hatte, verkaufte Saunders das 40 Hektar große Anwesen 1844 an Freeman Goode. Das Haus wurde später von der Familie Hall gekauft und ging in den 1940er Jahren in das Eigentum der Familie Mauldin über. Sie ist nach wie vor Eigentümerin des Grundstücks, wohnte aber wegen dessen Abgeschiedenheit niemals hier.

## Architektur
Das Haus wurde in einer ländlichen Abwandlung des Palladianismus in einem dreiteiligen Grundriss erbaut, möglicherweise beeinflusst durch die Architektur des Jefferson’schen Virginias, der Heimat von Saunders. Die krampfhaft geringe Nähe der drei dreieckigen Pedimente an der Vorderseite beißen sich mit der anonym angelegten Komposition des Bauwerks; der Rest ist allerdings gut ausgewogen.
Das Haus ist aus Backsteinen auf einem erhöhten Fundament gemauert. Der zweistöckige Haupttrakt weist einen Portikus mit Säulen Toskanischer Ordnung auf, deren Giebeldreieck von einer gebogenen Lünette verziert wird, ein übliches Merkmal der Architektur zur Zeit Jeffersons. An den Flanken des Haupttraktes befinden sich die beiden einstöckigen Seitenflügel, deren Frontgiebeldreiecke ebenfalls Lünette besitzen. Die Frontseiten der Seitenflügel besitzen Pilaster mit einfachen Kapitellen.  Der vordere Eingang des Hauses ist bemerkenswert, da er von zwei toskanischen Säulen eingerahmt wird, die ein geformtes Gesims tragen.

## Galerie

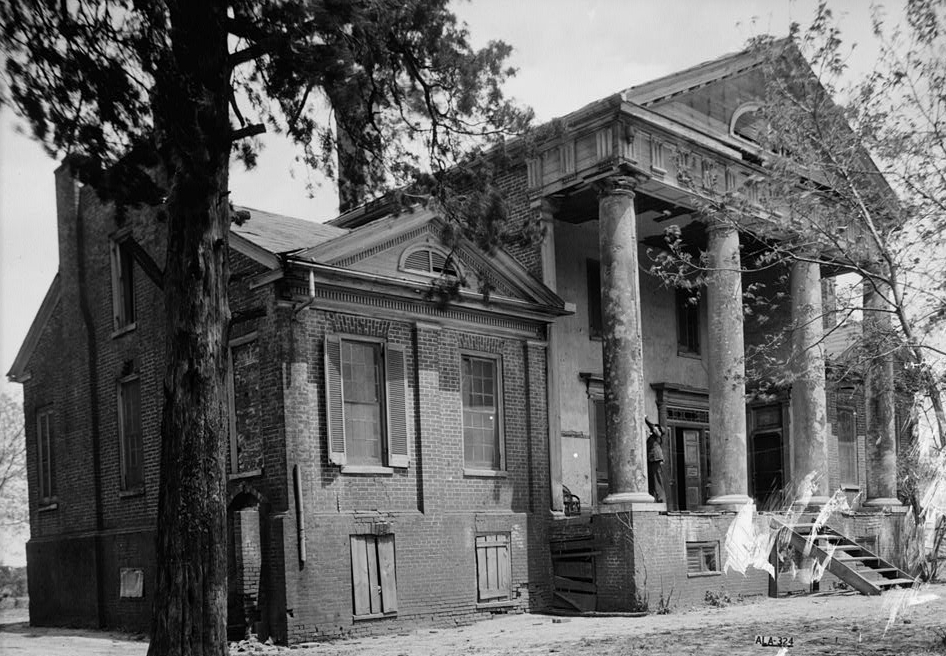
Süd- und Westseite (1937)
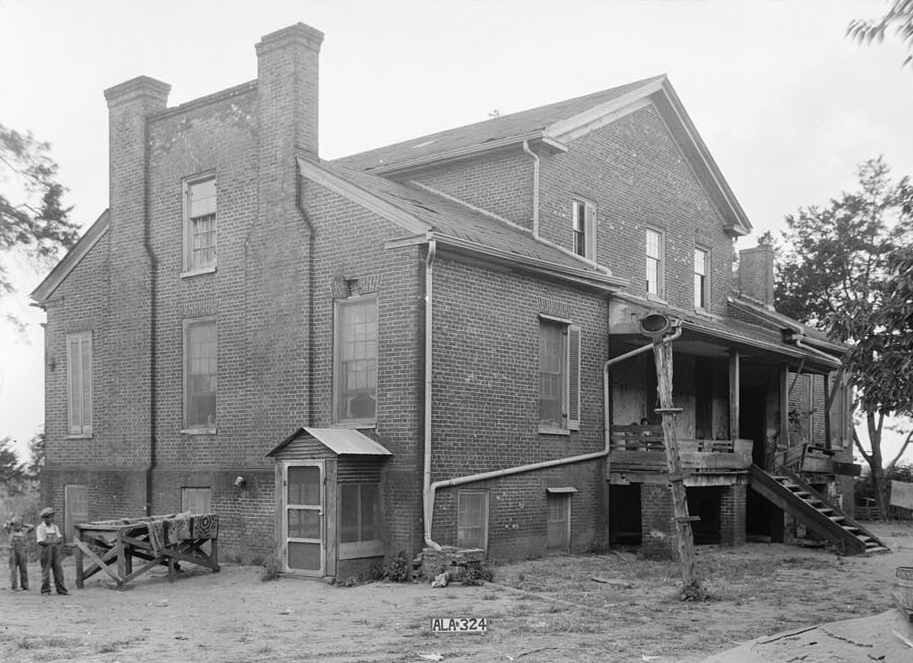
Nord- und Ostseite (1935)
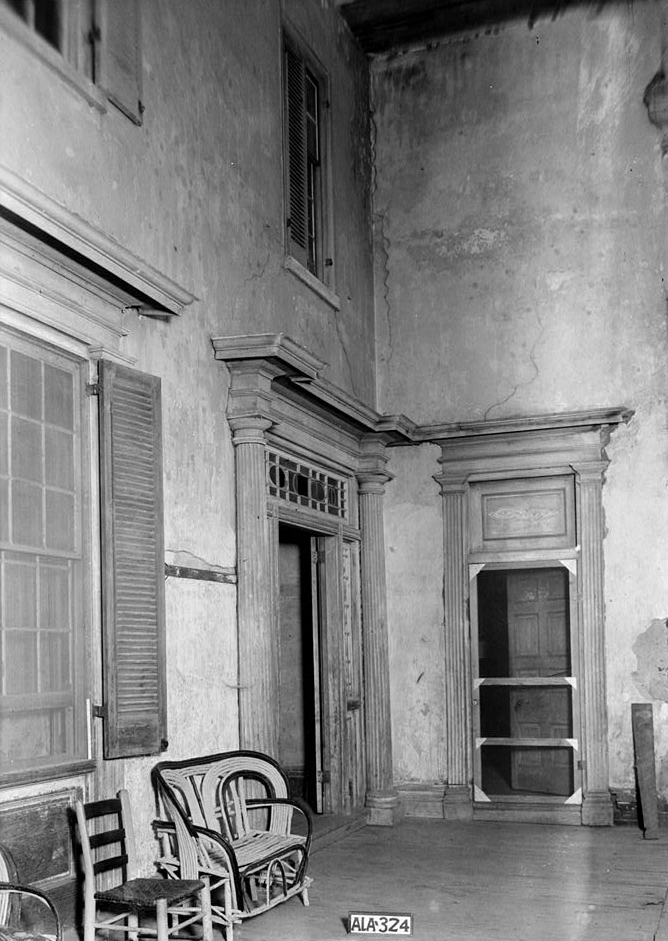
Vordere Veranda, Vordereingang
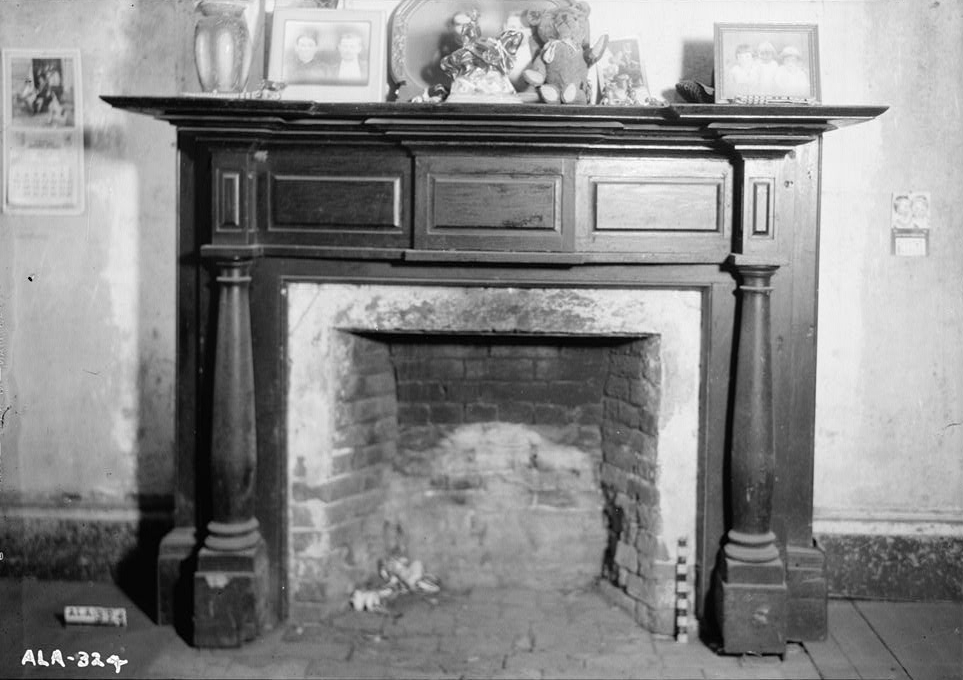
Kamingesims